# Marcelle Rexiane
Marcelle Jeanne Nicolas dite Marcelle Rexiane ou Rexiane, née le 9 novembre 1899 à Paris XIVe et morte le 24 novembre 1990 à Paris IIIe, est une actrice française.

## Biographie
Décédée à l'âge de 91 ans, Marcelle Rexiane était veuve du sculpteur Max Barneaud (1903-1986) qu'elle avait épousé à Avignon en octobre 1932.

## Théâtre
- 1921 : Chanson d'amour, opérette en 3 actes d'Hugues Delorme et Léon Abric, musique de Franz Schubert adaptée à la scène par Henri Berté, au théâtre Marigny (7 mai) : une danseuse
- 1923 : Les Demi-vierges, pièce en 3 actes de Marcel Prévost d'après son roman, au théâtre de l'Alhambra d'Alger (février)
- 1924 : Le Rosaire, pièce en 3 actes et 4 tableaux d'André Bisson d'après le roman de Florence L. Barclay, au Casino des Fleurs de Vichy (août) : Rosemary Gray
- 1924 : Théodore et Cie, vaudeville en 3 actes de Nicolas Nancey et Paul Armont, au Casino-Théâtre de Genève (septembre)
- 1924 : Le Millième constat, vaudeville en 3 actes d'Henry de Gorsse et Louis Forest, au Casino-Théâtre de Genève (octobre)
- 1924 : Le Cavalier Lafleur, opérette en 3 actes de Louis Raine, musique d'André Mauprey, au Casino-Théâtre de Genève (novembre)
- 1924 : La Merveilleuse journée, pièce en 3 actes d'Yves Mirande et Gustave Quinson, au Casino-Théâtre de Genève (décembre)
- 1925 : Chouchou poids plume, comédie en 3 actes de Jacques Bousquet et Alex Madis, à l'Eldorado de Lyon (novembre)
- 1926 : Une Jeune fille à la page, comédie en 3 actes de Pierre Maudru, à l'Eldorado de Lyon (avril)
- 1926 : Le Vertige, pièce en 4 actes de Charles Méré, au Grand Casino de Vichy (octobre)
- 1927 : Les deux Monsieur de Madame, vaudeville en 3 actes de Félix Gandéra, au Casino des Fleurs de Vichy (juin)
- 1927 : Le Fauteuil 47, comédie en 4 actes de Louis Verneuil, au Casino des Fleurs de Vichy (juillet)
- 1927 : Le Fruit vert, comédie en 3 actes de Régis Gignoux et Jacques Théry, au Casino municipal de Nice (novembre)
- 1928 : Tu m'épouseras, comédie en 4 actes de Louis Verneuil, au Casino municipal de Nice (janvier)
- 1928 : Passy 08-45, comédie en 3 actes d'Alfred Savoir, au Casino municipal de Nice (avril)
- 1928 : Marie Gazelle, comédie en 3 actes de Fernand Nozière, au Casino municipal de Nice (avril)
- 1928 : J'marie ma femme, vaudeville en 3 actes de Benjamin Rabier, au Casino-Théâtre de Genève (décembre)
- 1929 : Le Monsieur de cinq heures, comédie en 3 actes de Maurice Hennequin et Pierre Veber, au Casino des Fleurs de Vichy (juillet)
- 1929 : Broadway, comédie musicale américaine de George Abbott et Philip Dunning, adaptation française de Charles Méré, au Casino des Fleurs de Vichy (juillet)
- 1929 : Moloch, pièce en 4 actes d'Albert Boussac de Saint-Marc, au Casino des Fleurs de Vichy (août)
- 1929 : Minouche, opérette en 3 actes de Jean Rioux et René Pujol, musique d'Octave Crémieux, au théâtre de l'Alhambra de Genève (novembre)
- 1929 : La Marche espagnole, pièce de Lucien Desplanques et Mercier, au Casino-Théâtre de Genève (novembre)
- 1934 : Un trou dans le mur, pièce en 4 actes d'Yves Mirande, au théâtre du Palais-Royal (17 août) : la couturière
- 1934 : C'est vous que je veux, comédie en 3 actes d'Yves Mirande et Gustave Quinson, au théâtre du Palais-Royal (3 octobre) : la femme de chambre
- 1934 : La Dame de Vittel, pièce en 3 actes de Roger Ferdinand et Georges Dolley, au théâtre du Palais-Royal (décembre) : la femme enceinte
- 1935 : Odette est servie !, pièce en 3 actes de Roger Ferdinand, au théâtre du Palais-Royal (26 avril) : Justine
- 1935 : Le Collier du radjah, comédie-bouffe en 3 actes de Walter W. Ellis, adaptation française de Charlotte Neveu, au théâtre du Palais-Royal (7 juin) : Tante Anna
- 1935 : Embrassez-moi, pièce en 3 actes de Tristan Bernard, Yves Mirande et Gustave Quinson, au théâtre du Palais-Royal (30 juillet) : Émérantine
- 1935 : La Maison d'en face, comédie en 3 actes de Paul Nivoix, au théâtre du Palais-Royal (septembre) : Aglaé
- 1935 : Zizippe, comédie-vaudeville en 3 actes de Charles Méré, au théâtre du Palais-Royal (7 novembre) : la première cliente
- 1936 : Une Femme dans un lit, pièce en 3 actes d'Yves Mirande et Gustave Quinson, au théâtre du Palais-Royal (février) : Célestine
- 1936 : Elle attendait ça, vaudeville en 3 actes de Jean Guitton, au théâtre du Palais-Royal (3 avril)
- 1936 : La Grande vie, pièce en 3 actes d'Yves Mirande et Henri Géroule, au théâtre du Palais-Royal (2 juillet)
- 1936 : Tout le monde descend !, pièce de Jean Guitton, au théâtre du Palais-Royal (22 octobre)
- 1937 : Le Train de 8 heures 47, opérette en 3 actes de Léo Marchès d'après Courteline, couplets d'André Barde, musique de Charles Cuvillier, au théâtre du Palais-Royal (janvier)
- 1937 : Bizons-les-Dames, comédie-vaudeville en 3 actes de Pierre Veber et André Heuzé, au théâtre du Palais-Royal (21 décembre)
- 1938 : Je veux être star, comédie-vaudeville en 3 actes de Roger Ferdinand, au théâtre du Palais-Royal (1er juin) : Véra Martin
- 1938 : Ma femme est timbrée, comédie-vaudeville en 3 actes de Jean de Létraz, au théâtre du Palais-Royal (12 juillet)
- 1939 : Moune et ses amis, comédie-vaudeville en 3 actes de Pierre Veber, André Heuzé et Jean-Pierre Veber, au théâtre du Palais-Royal (6 avril)
- 1939 : La Vénus de l'îlot, pièce de 3 actes de Pierre Veber, au théâtre du Palais-Royal (18 novembre) : Mlle Baduche
- 1940 : Permission de détente, pièce en 3 actes d'Yves Mirande, au théâtre du Palais-Royal (3 février)
- 1941 : L'Amour à l'ombre, pièce en 3 actes de Paul Nivoix, au théâtre du Palais-Royal (29 mai)
- 1941 : Un Bébé au pensionnat, pièce en 3 actes de Jean Guitton, au théâtre du Palais-Royal (14 août) : Mlle Clotilde, la surveillante du pensionnat
- 1946 : Les Derniers seigneurs, comédie en 4 actes de Roger Ferdinand, mise en scène de Jacques Baumer, au théâtre Édouard VII (19 mars)
- 1948 : Le Revizor, comédie en 5 actes de Nicolas Gogol, adaptation française et mise en scène d'André Barsacq, au théâtre de l'Atelier (23 novembre) : la femme de l'inspecteur Khlopov

## Filmographie
- 1935 : Jim la Houlette d'André Berthomieu - La bonne
- 1935 : Voyage d'agrément de Christian-Jaque
- 1936 : Rigolboche de Christian-Jaque - Film ressorti en 1941, sous le titre Reine de Paris
- 1937 : À Venise, une nuit de Christian-Jaque
- 1938 : Eusèbe député d'André Berthomieu
- 1941 : Annette et la dame blonde de Jean Dréville - Mme Barnavon
- 1941 : L'Assassinat du Père Noël de Christian-Jaque - Une mère
- 1941 : Péché de jeunesse de Maurice Tourneur - Jeanne Noblet
- 1942 : Fou d'amour de Paul Mesnier - La pudibonde
- 1942 : La Main du diable de Maurice Tourneur - Mme Denis
- 1942 : Signé Picpus de Richard Pottier - La patronne de l'hôtel
- 1943 : Au bonheur des dames d'André Cayatte - Mme Marly
- 1943 : Vingt-cinq ans de bonheur de René Jayet - Mme Barbier
- 1945 : Étrange destin de Louis Cuny
- 1945 : L'Insaisissable Frédéric de Richard Pottier
- 1946 : Le Chanteur inconnu d'André Cayatte - La tante
- 1946 : Gringalet d'André Berthomieu
- 1946 : La Kermesse rouge de Paul Mesnier - La gouvernante
- 1946 : Macadam de Marcel Blistène - La patronne du bistrot
- 1946 : Vertiges de Richard Pottier
- 1947 : Blanc comme neige d'André Berthomieu - La patronne de l'épicerie
- 1947 : Carré de valets d'André Berthomieu - La mère de Betty
- 1947 : La Dame d'onze heures de Jean Devaivre - La directrice
- 1948 : Cinq tulipes rouges de Jean Stelli - La caissière
- 1949 : Le Cœur sur la main d'André Berthomieu - Madeleine, la domestique
- 1949 : Le Roi Pandore d'André Berthomieu - Mme Quichebette
- 1950 : Les Deux Gamines de Maurice de Canonge - Une voisine
- 1950 : Le Gang des tractions-arrière de Jean Loubignac - Une folle
- 1950 : Mademoiselle Josette, ma femme d'André Berthomieu
- 1951 : Chacun son tour d'André Berthomieu - La dame des lavabos
- 1952 : Nous sommes tous des assassins d'André Cayatte - La concierge
- 1955 : Ces sacrées vacances de Robert Vernay
- 1955 : Les Duraton d'André Berthomieu - Mme Lucas, l'épicière